# Frank Linke-Crawford
Frank Linke-Crawford (ur. 18 sierpnia 1893 w Krakowie, zm. 30 lipca 1918 w okolicach Valdobbiadene) – porucznik kawalerii cesarskiej i królewskiej Armii, as myśliwski z okresu I wojny światowej, który odniósł 27 zwycięstw powietrznych.
Był jednym z trzech lotników, którzy podczas I wojny światowej umieścili na swoich samolotach, obok Krzyża K.u.k. Luftfahrtruppen, biało-czerwoną szachownicę, która potem stała się znakiem rozpoznawczym polskiego lotnictwa wojskowego.

## Życiorys
Urodził się w rodzinie Wojciecha, rotmistrza Pułku Dragonów Nr 12, i Angielki Lucy Crawford, urodzony w Krakowie. Kształcił się w akademii wojskowej w Wiedniu. 1 września 1913 został mianowany na stopień podporucznika i wcielony do Pułku Dragonów Nr 6 w Przemyślu. W szeregach tego pułku walczył w czasie I wojny światowej. Odznaczył się pod Zamościem i Tymową. Na stopień porucznika został mianowany ze starszeństwem z 1 maja 1915 w korpusie oficerów kawalerii.
W marcu 1916 ukończył oficerską szkołę lotniczą jako obserwator lotniczy. Po kilku miesiącach służby w eskadrze Fliegerkompagnie 22 (w skrócie Flik 22), ukończył także kurs pilotażu. W styczniu 1917 już jako pilot został przydzielony do eskadry Flik 12, gdzie wykonywał loty rozpoznawcze i bombowe w okolicach frontu nad rzeką Isonzo. 2 sierpnia 1917, lecąc samolotem rozpoznawczym, został zestrzelony przez włoskiego asa Piera Piccio. Służąc w lotnictwie pozostawał oficerem nadetatowym Pułku Dragonów Nr 6.
4 sierpnia 1917 Linke-Crawford został przeniesiony do eskadry myśliwskiej Flik 41/J, dowodzonej przez asa Godwina Brumowskiego. Latając na myśliwcach Hansa-Brandenburg D.I i Albatros D.III (Oef) zestrzelił tam 11 samolotów nieprzyjaciela i 2 balony obserwacyjne. Pierwsze zwycięstwo nad samolotem Nieuport odniósł 21 sierpnia 1917.
W grudniu 1917 Linke-Crawfordowi powierzono dowództwo nowo utworzonej eskadry myśliwskiej Flik 60/J, przeznaczonej do wzmocnienia sił na froncie włoskim. Eskadra ta stacjonowała początkowo w Grigno, a od marca 1918 w bazie lotniczej Feltre w Wenecji Euganejskiej. Pierwsze dwa zwycięstwa w nowej eskadrze odnieśli zespołowo Linke-Crawford i Kurt Gruber 10 stycznia 1918. Łącznie Linke-Crawford dowodząc Flik 60/J odniósł 14 zwycięstw. W czasie jednego z pojedynków powietrznych, 11 maja 1918, zmusił on do poddania się i lądowania na austriackim lotnisku pilota myśliwca Sopwith Camel. Ponieważ Linke-Crawford na niektórych swoich myśliwcach jako godło osobiste malował sokoła, w uznaniu swoich zasług bojowych stał się znany jako "sokół z Feltre". Miał on ponadto zwyczaj latać w czerwonej pilotce na głowie. Warto dodać, że na jednym ze swoich samolotów malował szachownicę, podobną do tej jaką mieli inni lotnicy K.u.k. Luftfahrtruppen Marian Gaweł i Stefan Stec.
Przez większość okresu swojego działania, eskadra latała na ustępujących brytyjskiemu sprzętowi myśliwcach Phönix D.I i D.II. W marcu nadeszły nowe myśliwce Aviatik D.I, lecz wkrótce okazało się, że pochodzą one z wadliwej serii produkcyjnej 115 zakładów Lohner, ulegającej katastrofom na skutek wad skrzydeł. Jedynie Linke-Crawford zdecydował się latać na nowym sprzęcie, nie narażając podwładnych. 31 lipca 1918 Oberleutenant Frank Linke-Crawford, lecąc z 3 innymi lotnikami, poniósł śmierć w walce z 3 angielskimi myśliwcami z 45. Dywizjonu i 2 włoskimi z 81. Eskadry. Podczas manewrów, na jego Aviatiku oderwało się poszycie skrzydeł. Uszkodzony samolot, na którym Linke-Crawford próbował kontynuować lot, został dobity przez włoski myśliwiec Hanriot HD.1, pilotowany przez młodego pilota Aldo Astolfiego, którego Linke-Crawford stał się jedyną ofiarą.
Frank Linke-Crawford odniósł 27 zwycięstw powietrznych, przez co był czwartym pod względem skuteczności asem lotnictwa austro-węgierskiego. Zestrzelił on 24 samoloty i 2 balony oraz zmusił do lądowania jeden samolot. Przy tym, w porównaniu z niektórymi innymi austro-węgierskimi czołowymi asami, większość zwycięstw odniósł indywidualnie, a wśród zwyciężonych samolotów sporą liczbę stanowiły myśliwce przeciwnika, w tym 5 brytyjskich Cameli.
Linke-Crawford został odznaczony m.in. złotym Medalem za Odwagę dla oficerów (16 marca 1918) i, jako jeden z 18 lotników, Orderem Żelaznej Korony III klasy (1917) z dekoracją wojenną i mieczami oraz Krzyżem Rycerskim Orderu Leopolda z dekoracją wojenną i mieczami.
W 2019 r. Frank Linke-Crawford został uhonorowany przez Radę Miasta Krakowa jako patron ulicy w krakowskiej Dzielnicy III Prądnik Czerwony. Jest to dzielnica, w której znajduje się najstarsza część dawnego lotniska wojskowego w Rakowicach.